# آنخل سرتوچا
آنخل سرتوچا (انگلیسی: Ángel Sertucha; ۲۷ ژانویهٔ ۱۹۳۱ – ۶ آوریل ۲۰۱۹) بازیکن فوتبال اهل اسپانیا بود.
از باشگاه‌هایی که در آن بازی کرده‌است می‌توان به باشگاه فوتبال سابادل، باشگاه فوتبال اتلتیک بیلبائو، و باشگاه فوتبال اوساسونا اشاره کرد.